# Ювілєйно-Снєгіріхінський рудник
Ювілєйно-Снєгіріхінський рудник — підприємство гірничорудної промисловості на сході Казахстану, яке провадило розробку однойменного поліметалічного родовища.
Ювілєйно-Снєгіріхінське родовище відкрили ще у 1959 році, проте розміри родовища (дорозвідка якого завершилась в 1975-му) та місцезнаходження у віддаленому гірському районі завадили його швидкому залученню до розробки. Лише 2002-го тут почав роботи концерн «Казахмис» (з 2014-го його східні видобувні активи виділили в компанію KAZ Minerals), який діяв через свою дочірню структуру «Шығыстүстімет» («Востокцветмет»).
Видобуток вели підземним способом з вивезенням руди автотранспортом на розташовану за понад сотню кілометрів Миколаївську збагачувальну фабрику. Річна проєктна потужність рудника становила 600 тисяч тонн мідно-цинкової та свинцевої руди.
У 2016-му з вичерпанням запасів Ювілєйно-Снєгіріхінський рудник закрили, після чого його затопили шахтні води.